# Souvigné-sur-Même
Souvigné-sur-Même là một xã trong tỉnh Sarthe ở tây bắc nước Pháp. Xã này nằm ở khu vực có độ cao từ 82-170 mét trên mực nước biển.